# Ångermanlands sydvästra kontrakt
Ångermanlands sydvästra kontrakt var ett kontrakt inom Svenska kyrkan i Härnösands stift. Kontraktet tillkom 1909 och namnändrades 1922 till Sollefteå kontrakt

## Administrativ historik
Kontraktet bildades 1909 genom en utbrytning ur Ångermanlands västra kontrakt och upphörde 1922 då kontraktet ombidlades till Sollefteå kontrakt.
Ingående församlingar var
- Sollefteå församling
- Multrå församling
- Långsele församling
- Graninge församling
- Boteå församling
- Styrnäs församling
- Överlännäs församling
- Sånga församling
- Resele församling
- Eds församling
- Helgums församling